# Eurya weissiae
Eurya weissiae är en tvåhjärtbladig växtart som beskrevs av Woon Young Chun. Eurya weissiae ingår i släktet Eurya och familjen Pentaphylacaceae. Inga underarter finns listade i Catalogue of Life.